# Cristina Lyra
Cristina Lyra Fialho (Rio de Janeiro, 3 de abril de 1976) é uma jornalista brasileira. A jornalista, que chegou a apresentar telejornais, atualmente encontra-se residindo em Recife.

## Biografia
Formou-se em jornalismo pela Faculdade da Cidade, no Rio de Janeiro, em 1997, foi para uma produtora independente que fazia programas para a rede de televisão CNT, período no qual aprendeu a editar, fazer roteiros e operar câmera.
Em 1º de dezembro de 2011, foi anunciado que ela não fazia mais parte da RedeTV!.

### Vida pessoal
Em outubro de 2009 casou-se com o empresário e economista Bruno Decourt. Os dois se conheceram na infância, perdendo contato mais tarde. Se reencontraram e namoraram por três anos antes do casamento.
Em 30 de agosto de 2011, nasceu seu primeiro filho, Lucas, de seu atual relacionamento.